# Kreissparkasse Augsburg
Die Kreissparkasse Augsburg war ein öffentlich-rechtliches Kreditinstitut mit Sitz in Augsburg in Bayern. Ihr Geschäftsgebiet waren die Stadt Augsburg und der Landkreis Augsburg. Neben ihrer Hauptstelle am Augsburger Martin-Luther-Platz war sie in ihrer Region mit Geschäftsstellen flächendeckend präsent.

## Organisationsstruktur
Die Kreissparkasse Augsburg war eine Anstalt des öffentlichen Rechts. Träger war der Sparkassenzweckverband Landkreis Augsburg und Stadt Schwabmünchen, an dem der Landkreis Augsburg mit 87,50 % und die Stadt Schwabmünchen mit 12,50 % beteiligt waren.
Rechtsgrundlagen waren das Sparkassengesetz, die bayerische Sparkassenordnung und die durch den Träger der Sparkasse erlassene Satzung. Organe der Sparkasse waren der Vorstand und der Verwaltungsrat.

## Geschäftszahlen
Die Kreissparkasse Augsburg wies im Geschäftsjahr 2020 eine Bilanzsumme von 3,944 Mrd. Euro aus und verfügte über Kundeneinlagen von 3,033 Mrd. Euro. Gemäß der Sparkassenrangliste 2020 lag sie nach Bilanzsumme auf Rang 113. Sie unterhielt 41 Filialen/Selbstbedienungsstandorte und beschäftigte 490 Mitarbeiter.

## Geschichte
Die Kreissparkasse Augsburg kann auf eine Reihe von Vorläufern verweisen. Als ihr direkter Vorläufer gilt die am 16. Juli 1855 gegründete „Sparkassa-Anstalt des königlichen Landgerichtsbezirkes Zusmarshausen“ mit Sitz in Dinkelscherben. Erster Vorstand war Pfarrer Franz Xaver Egger. Im Jahr 1862 wurde Zusmarshausen ihr Sitz und blieb es bis 1936. Es wurde die Sparkassenhauptstelle in Augsburg eingerichtet. Die seit 1919 geführte Bezeichnung „Bezirkssparkasse Zusmarshausen“ beziehungsweise ab 1935 „Bezirkssparkasse Augsburg-Land“ wich im Jahr 1939 der gegenwärtigen Firma.
Die erste Sparkassengründung im Landkreisgebiet Augsburg fand jedoch schon früher statt, nämlich im Jahr 1826 im Landgericht Göggingen. Auch diese „Ersparniß-Kasse“ im königlich bayerischen Landgericht Göggingen hat deshalb den Status einer „Vorläufer-Sparkasse“ der heutigen Kreissparkasse Augsburg.
Der nördliche Teil des Landkreisgebiets fällt in die ehemalige Zuständigkeit der Wertinger Sparkasse. Der Ursprung dieser Schwestersparkasse liegt im Jahr 1845. Ein weiterer Vorläufer ist die „Sparcassa-Anstalt“ für den Markt Schwabmünchen, die 1853 gegründet wurde.
Nach dem Zweiten Weltkrieg setzte sich das Wachstum der Sparkasse fort, das auch von der Gebietsreform in Bayern in den 1980er Jahren beeinflusst war. Der Landkreis Augsburg wurde um Flächen vom Landkreis Wertingen und das Gebiet des Landkreises Schwabmünchen vergrößert. Im Jahr 1976 erhielt die Kreissparkasse sechs Filialen im nördlichen Landkreisgebiet von der Kreissparkasse Wertingen übertragen. Der Landkreis war zum Gewährträger sowohl der Kreissparkasse Augsburg wie der Kreis- und Stadtsparkasse Schwabmünchen geworden. Als es beim Schwabmünchner Institut Schwierigkeiten im  Kreditportefeuille gab, die dessen Eigenkapital stark beanspruchten, kam es im Jahr 1998 zur Fusion mit der Kreissparkasse Augsburg.
Zum 1. Januar 2022 fusionierte die Kreissparkasse Augsburg mit der Sparkasse Memmingen-Lindau-Mindelheim zur Sparkasse Schwaben-Bodensee.

## Beteiligungen
Die Sparkasse war Mehrheitsgesellschafterin (70 %) der S-Servicepartner Bayern GmbH.

## Stiftungen
Die Sparkasse verfügte über zwei selbstständige Stiftungen:
- Stiftung Zukunft
- Stiftung Bunter Kreis

Beteiligt war sie an zwei weiteren Stiftungen:
- Stiftergemeinschaft zur Förderung des Klinikums Augsburg
- Bürgerstiftung Augsburger Land